# سيرانة
السيرانة أو سيرين (بالإغريقية: Σειρήν سيرون) في الأساطير الإغريقية القديمة هي حوراء بحرية لها رأس امرأة وجسد طير، تغوي الملاحين بغنائها الساحر حتى توردهم التهلكة، الكلمة أخذت معنى مجازياً رمزياً للمرأة الفاتنة والمغوية.